# Северо-Восточный Китай
Северо-Восточный Китай или Дунбэй (кит. трад. 東北, упр. 东北, пиньинь дунбэй) включает следующие территории Китайской Народной Республики: восточную часть автономного района Внутренняя Монголия (городские округа Тунляо, Чифэн, Хулун-Буир и аймак Хинган), провинцию Хэйлунцзян, провинцию Ляонин и провинцию Цзилинь, суммарной площадью 1 243 571 км². Эти регионы исторически входили в состав Маньчжурии (из-за чего регион нередко называют Маньчжурией), они во многом обладают общей исторической судьбой, культурными и климатическими реалиями.
На севере и востоке территория граничит с Россией, на юго-востоке — с КНДР. Южная часть имеет выход к Жёлтому морю.
Образует «ржавый пояс» Китая, численность населения которого сократилась до 98,5 млн человек в 2020 году. Большинство из них это потомки китайских поселенцев второй половины XIX века, на основе речи которых сформировался особый северо-восточный диалект севернокитайского языка, довольно близкий пекинскому. Коренное население (маньчжуры) в основном подверглось китаизации. На юго-востоке сохраняется небольшое корейское меньшинство, на крайнем западе — монголы.
В Северо-Восточном Китае проживает основная часть северокорейских беженцев.